# Верміліон (Альберта)
Верміліон (англ. Vermilion) — містечко в Канаді, у провінції Альберта, у складі муніципального району Верміліон-Рівер.

## Населення
За даними перепису 2016 року, містечко нараховувало 4084 особи, показавши зростання на 3,9%, порівняно з 2011-м роком. Середня густина населення становила 315,8 осіб/км².
З офіційних мов обидвома одночасно володіли 100 жителів, тільки англійською — 3 915, а 10 — жодною з них. Усього 340 осіб вважали рідною мовою не одну з офіційних, з них 5 — одну з корінних мов, а 80 — українську.
Працездатне населення становило 2 280 осіб (71,2% усього населення), рівень безробіття — 8,1% (10,1% серед чоловіків та 6,4% серед жінок). 88,6% осіб були найманими працівниками, а 10,3% — самозайнятими.
Середній дохід на особу становив $50 527 (медіана $40 855), при цьому для чоловіків — $61 036, а для жінок $40 840 (медіани — $53 845 та $31 962 відповідно).
28,4% мешканців мали закінчену шкільну освіту, не мали закінченої шкільної освіти — 19,4%, 52% мали післяшкільну освіту, з яких 24,3% мали диплом бакалавра, або вищий, 10 осіб мали вчений ступінь.
| Статево-вікова структура населення | Статево-вікова структура населення | Статево-вікова структура населення | Статево-вікова структура населення | Статево-вікова структура населення |
| ---------------------------------- | ---------------------------------- | ---------------------------------- | ---------------------------------- | ---------------------------------- |
|                                    |                                    |                                    |                                    |                                    |
| Всього                             | Всього                             | 47,9%52,1%                         |                                    |                                    |
| 0 — 14 років                       | 0 — 14 років                       |                                    | 17,8%                              | 17,8%                              |
| 15 — 64 років                      | 15 — 64 років                      |                                    | 63,4%                              | 63,4%                              |
| 65 і більше                        | 65 і більше                        |                                    | 18,8%                              | 18,8%                              |
| 85 і більше                        | 85 і більше                        |                                    | 4,2%                               | 4,2%                               |
| Середній вік (років)               | Середній вік (років)               | 38,742,9                           | 40,9                               | 40,9                               |
| Медіана (років)                    | Медіана (років)                    | 35,841,3                           | 38,2                               | 38,2                               |
| — чоловіки — жінки                 |                                    |                                    |                                    |                                    |

| Походження мешканців:     | Походження мешканців:     | Походження мешканців: | Походження мешканців: | Походження мешканців: |
| ------------------------- | ------------------------- | --------------------- | --------------------- | --------------------- |
| Походження                |                           |                       | осіб                  | %                     |
| Корінні американці        | Корінні американці        |                       | 225                   | 5.51%                 |
| Інше північноамериканське | Інше північноамериканське |                       | 1 095                 | 26.81%                |
| Європейське               | Європейське               |                       | 3 200                 | 78.35%                |
| британське                | британське                |                       | 2 165                 | 53.01%                |
| французьке                | французьке                |                       | 315                   | 7.71%                 |
| українське                | українське                |                       | 835                   | 20.45%                |
| Латинськоамериканське     | Латинськоамериканське     |                       | 35                    | 0.86%                 |
| Африканське               | Африканське               |                       | 55                    | 1.35%                 |
| Азійське                  | Азійське                  |                       | 215                   | 5.26%                 |

| Зайнятість населення за галузями (за класифікацією NOC): | Зайнятість населення за галузями (за класифікацією NOC): | Зайнятість населення за галузями (за класифікацією NOC): | Зайнятість населення за галузями (за класифікацією NOC): | Зайнятість населення за галузями (за класифікацією NOC): |
| -------------------------------------------------------- | -------------------------------------------------------- | -------------------------------------------------------- | -------------------------------------------------------- | -------------------------------------------------------- |
|                                                          |                                                          |                                                          |                                                          |                                                          |
| Управління                                               | Управління                                               |                                                          | 10%                                                      | 10%                                                      |
| Бізнес, фінанси та адміністрування                       | Бізнес, фінанси та адміністрування                       |                                                          | 12,2%                                                    | 12,2%                                                    |
| Природничі та прикладні науки                            | Природничі та прикладні науки                            |                                                          | 4%                                                       | 4%                                                       |
| Охорона здоров'я                                         | Охорона здоров'я                                         |                                                          | 8,4%                                                     | 8,4%                                                     |
| Освіта, правозахист, муніципальні та урядові служби      | Освіта, правозахист, муніципальні та урядові служби      |                                                          | 12,2%                                                    | 12,2%                                                    |
| Мистецтво, культура, відпочинок та спорт                 | Мистецтво, культура, відпочинок та спорт                 |                                                          | 1,6%                                                     | 1,6%                                                     |
| Роздрібна торгівля та послуги                            | Роздрібна торгівля та послуги                            |                                                          | 24,2%                                                    | 24,2%                                                    |
| Гуртова торгівля, транспорт та обладнання                | Гуртова торгівля, транспорт та обладнання                |                                                          | 19,1%                                                    | 19,1%                                                    |
| Природні ресурси, сільське господарство                  | Природні ресурси, сільське господарство                  |                                                          | 7,3%                                                     | 7,3%                                                     |
| Виробництво                                              | Виробництво                                              |                                                          | 1,6%                                                     | 1,6%                                                     |

## Клімат
Середня річна температура становить 1,9°C, середня максимальна – 21,8°C, а середня мінімальна – -22,6°C. Середня річна кількість опадів – 403 мм.
| Клімат поселення                              | Клімат поселення | Клімат поселення | Клімат поселення | Клімат поселення | Клімат поселення | Клімат поселення | Клімат поселення | Клімат поселення | Клімат поселення | Клімат поселення | Клімат поселення | Клімат поселення | Клімат поселення |
| Показник                                      | Січ.             | Лют.             | Бер.             | Квіт.            | Трав.            | Черв.            | Лип.             | Серп.            | Вер.             | Жовт.            | Лист.            | Груд.            |                  |
| Середній максимум, °C                         | −9,44            | −6,33            | 0,42             | 10,34            | 17,06            | 21,53            | 21,81            | 20,93            | 15,30            | 9,24             | −1,1             | −8,83            |                  |
| Середня температура, °C                       | −16,01           | −12,88           | −6,13            | 3,76             | 10,50            | 14,95            | 17,00            | 16,12            | 10,48            | 4,42             | −5,91            | −13,64           |                  |
| Середній мінімум, °C                          | −22,58           | −19,44           | −12,7            | −2,8             | 3,92             | 8,39             | 12,17            | 11,31            | 5,67             | −0,38            | −10,73           | −18,45           |                  |
| Норма опадів, мм                              | 19               | 12               | 18               | 20               | 40               | 73               | 76               | 61               | 35               | 15               | 15               | 19               |                  |
| Середньомісячна швидкість вітру, м/с          | 3.90             | 3.90             | 3.97             | 4.22             | 4.10             | 3.80             | 3.42             | 3.33             | 3.67             | 3.93             | 4.00             | 3.90             |                  |
| Середньомісячна сонячна радіація, кДж/м²·день | 3655             | 7185             | 12346            | 17514            | 21018            | 22283            | 22484            | 18727            | 12724            | 7591             | 3890             | 2663             |                  |
| --------------------------------------------- | ---------------- | ---------------- | ---------------- | ---------------- | ---------------- | ---------------- | ---------------- | ---------------- | ---------------- | ---------------- | ---------------- | ---------------- | ---------------- |
| Джерело:                                      |                  |                  |                  |                  |                  |                  |                  |                  |                  |                  |                  |                  |                  |

## Галерея

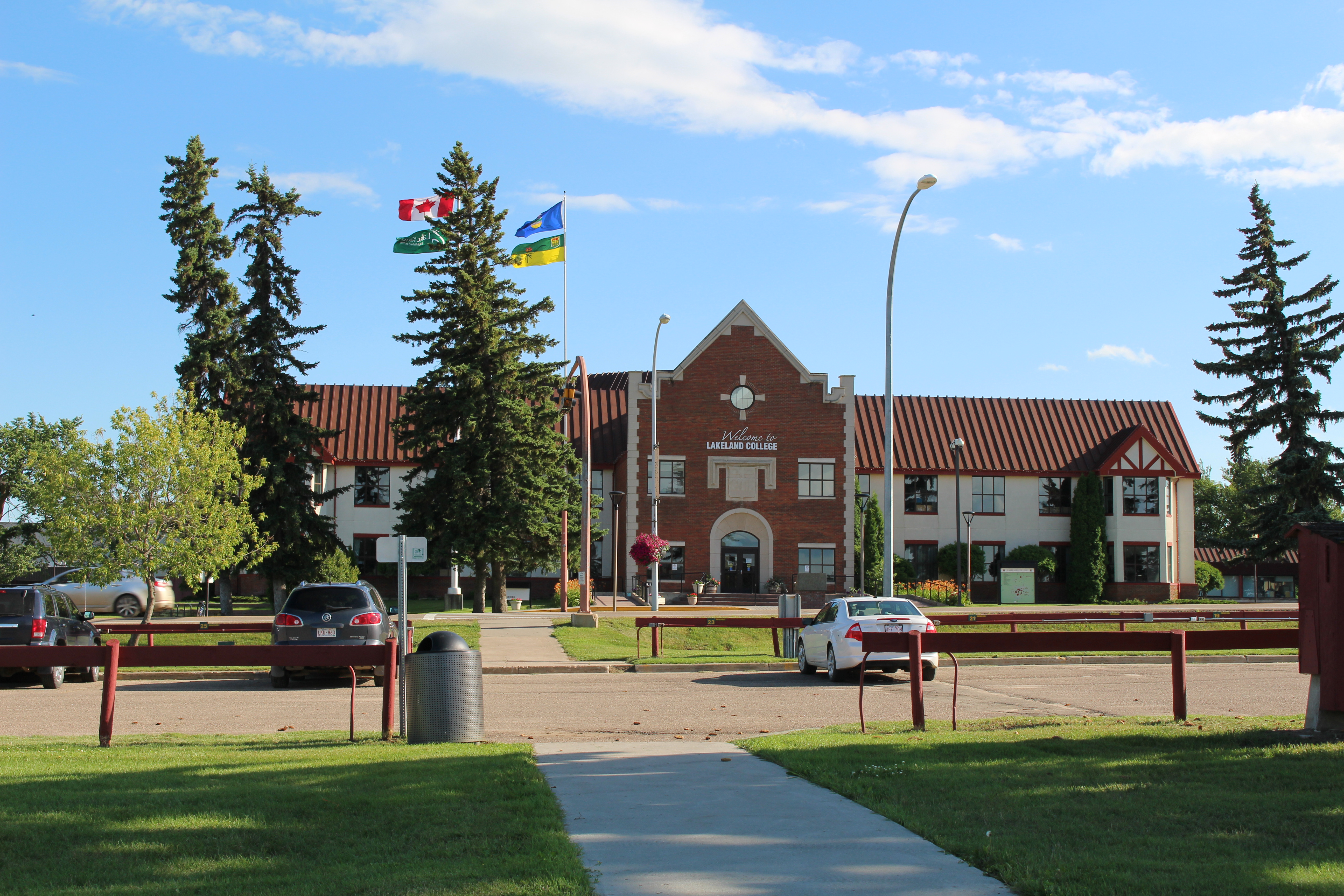
Лейкленд-коледж
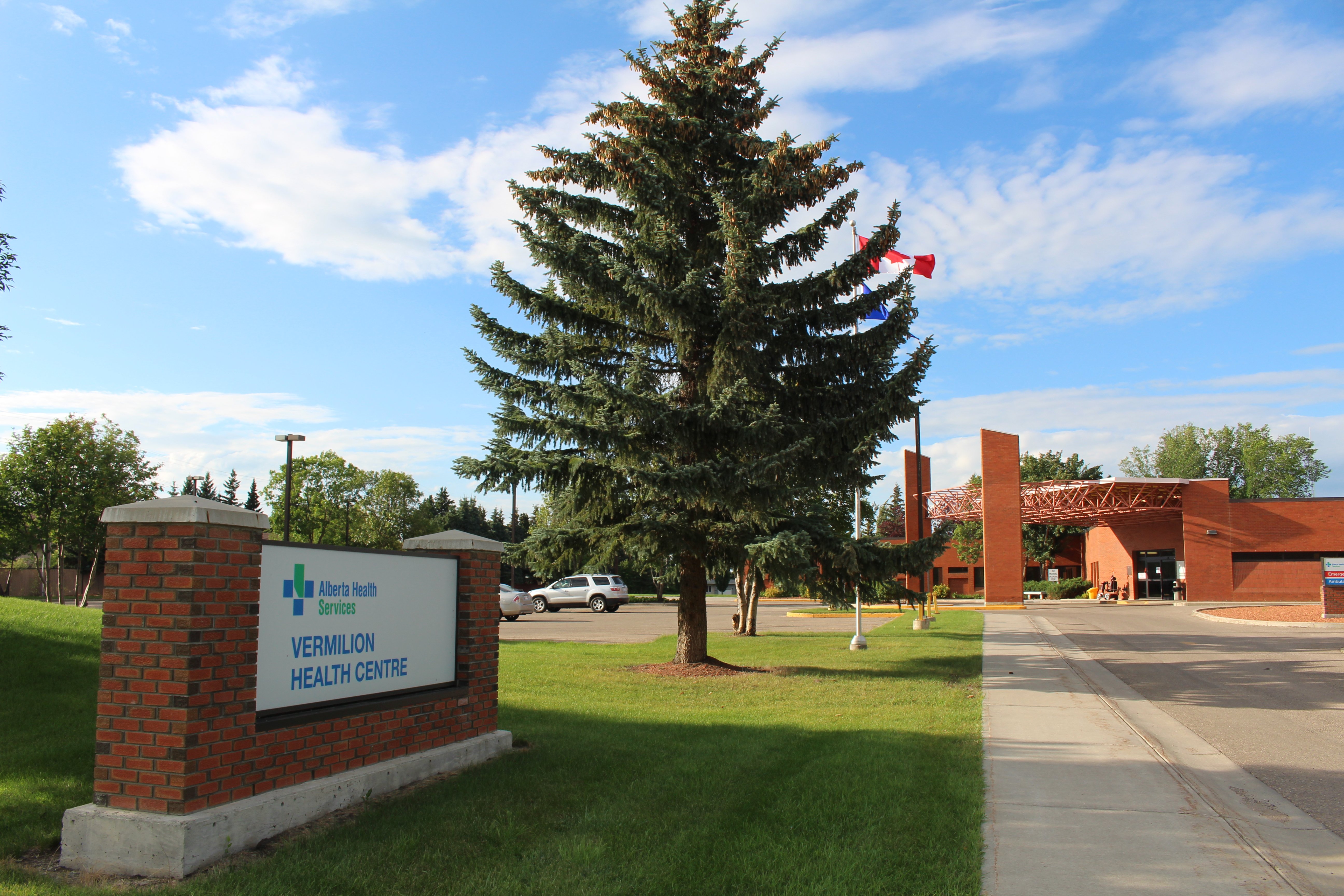
Центр охорони здоров’я
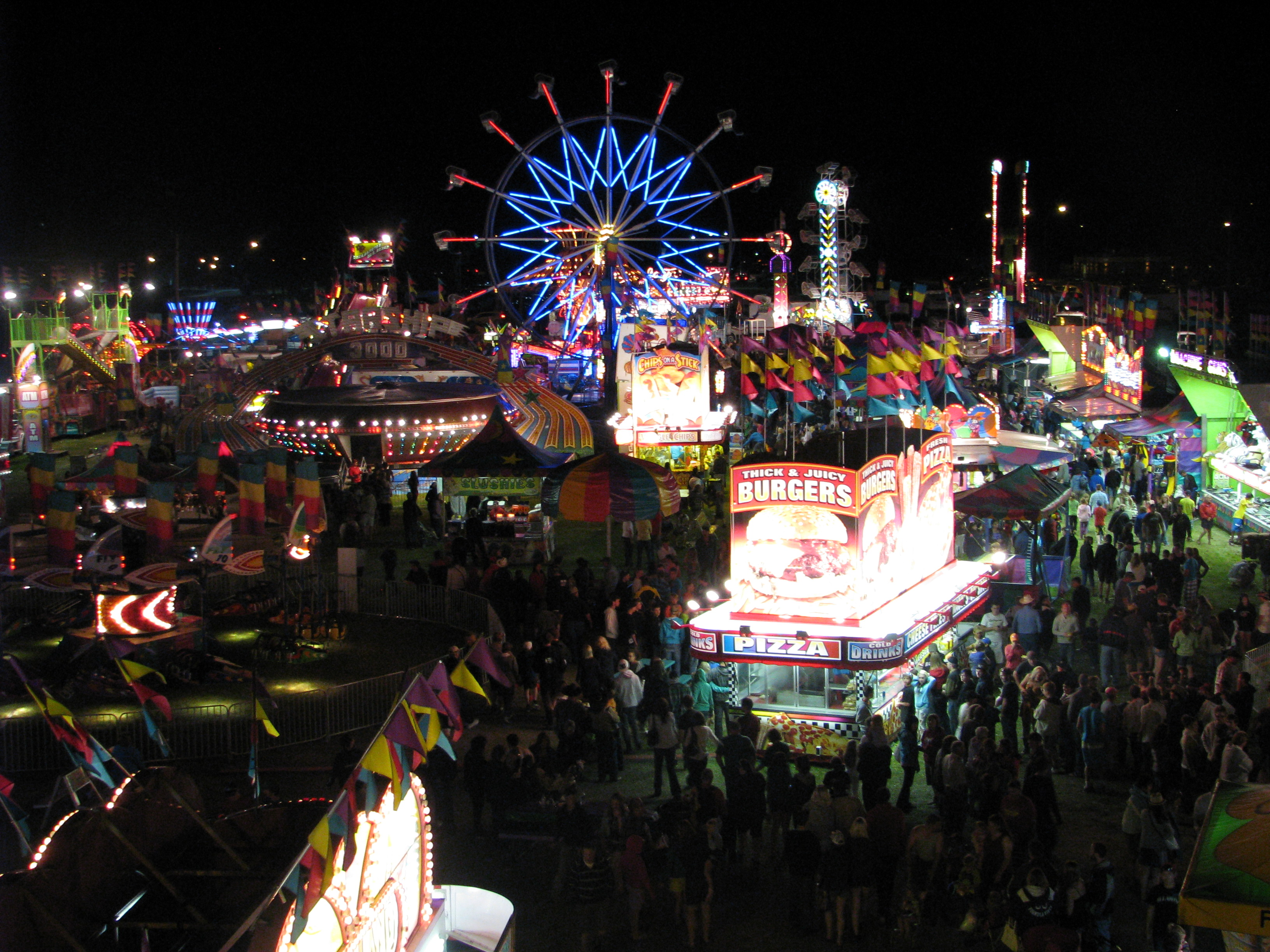
Щорічний ярмарок